# World of Glass
World of Glass je třetí album norské gothic death doom metalové kapely Tristania. Vydáno bylo 24. října 2001.
Jde o první album kapely od ledna 2001, kdy skupinu opustil Morten Veland, zakladatel, hlavní skladatel a jeden ze zpěváků, a místo toho založil Sirenii. Novým hlavním skladatelem a stálým členem se stal Østen Bergøy, který hostoval i na obou předchozích albech Tristanie. V chraplavém partu pak Velanda zastoupil Ronnie Thorsen ze skupiny Trail of Tears. Vzhledem k zapojení více lidí do jeho tvorby je album ještě různorodější než předchozí kusy, přibyly chóry i elektronické prvky.

## Seznam skladeb
1. The Shining Path – 6:46
2. Wormwood – 5:56
3. Tender Trip On Earth – 5:18
4. Lost – 6:03
5. Deadlocked – 5:56
6. Selling Out – 6:19
7. Hatred Grows – 6:20
8. World Of Glass – 5:26
9. Crushed Dreams – 7:41

## Obsazení
Na albu se podíleli:
- Vibeke Stene – ženské vokály, chór
- Anders H. Hidle – kytara, hrubé vokály, texty
- Rune Østerhus – basová kytara
- Kenneth Olsson – bicí
- Einar Moen – klávesy, programování, texty, aranžování

### Hosté
- Pete Johansen – housle
- Ronny Thorsen, Østen Bergøy, Jan Kenneth Barkved, Sandrine Lachapelle, Emilie Lesbros, Johanna Giraud, Damien Surian, Hubert Piazzola – zpěv